# Nyctemera nonapicalis
Nyctemera nonapicalis är en fjärilsart som beskrevs av Rothschild 1915. Nyctemera nonapicalis ingår i släktet Nyctemera och familjen björnspinnare. Inga underarter finns listade i Catalogue of Life.